# Ludwik Hirszfeld

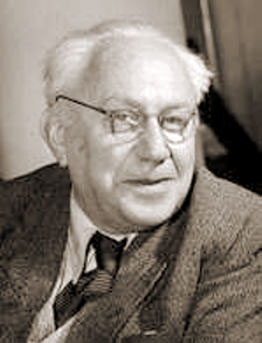
Ludwik Hirszfeld

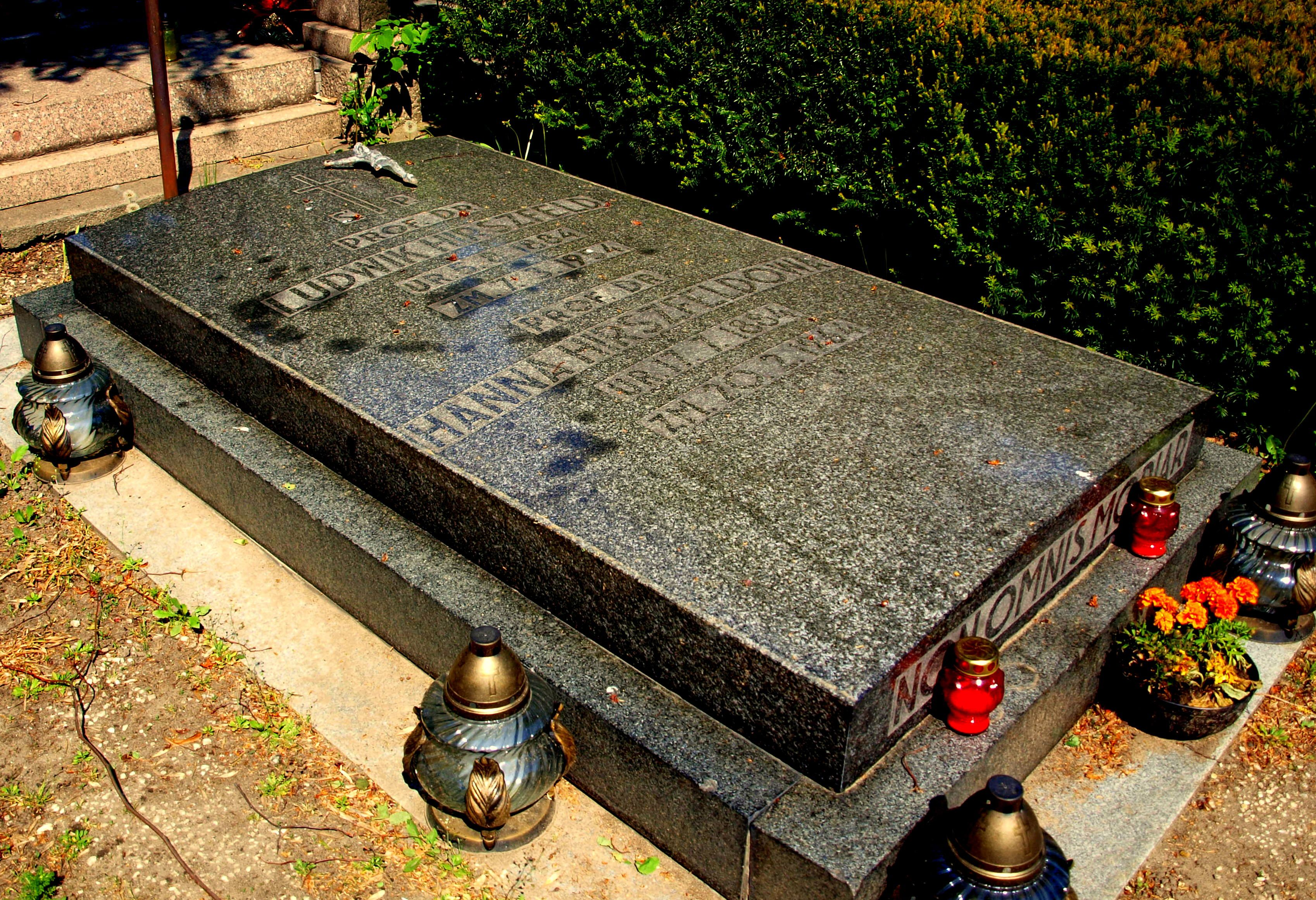
Hirszfelds Grab auf dem Breslauer Laurentiusfriedhof

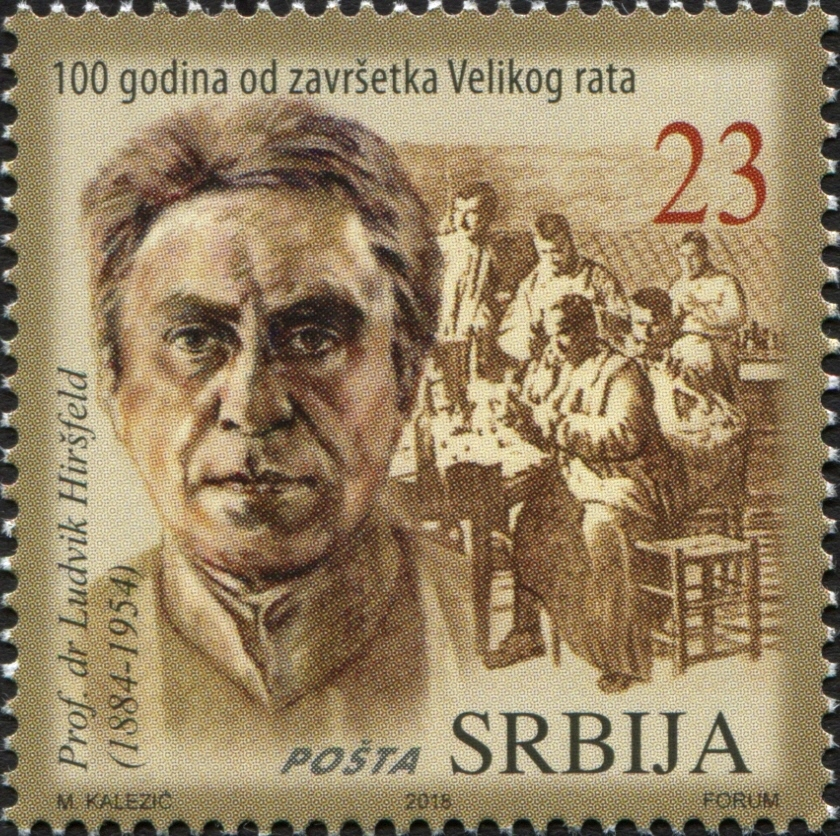
Ludwik Hirszfeld 2018 auf einer Briefmarke Serbiens

Ludwik Hirszfeld, auch Ludwig Hirschfeld (* 5. August 1884 in Warschau, Russisches Kaiserreich; † 7. März 1954 in Breslau, Volksrepublik Polen), war ein polnischer Mediziner, Mikrobiologe, Hygieniker und Immunologe sowie Medizinphilosoph.

## Leben
Ludwik Hirszfeld, Sohn einer jüdisch-polnischen Familie, studierte in Würzburg und Berlin Medizin. Dort heiratete er 1905 seine gleichaltrige Jugendfreundin Hanna Kasman, die er im Tanzkurs kennengelernt hatte. 1907 promovierte er in Berlin mit einer Dissertation über Hämagglutination. Von 1907 bis 1911 arbeitete er in Heidelberg an der Bezeichnung der Blutgruppen und trug maßgeblich zur Feststellung der Erblichkeit der Blutgruppen bei. Die heutigen Bezeichnungen der Blutgruppen A, B, AB und 0 wurden von ihm 1910 zusammen mit Emil von Dungern eingeführt und 1928 international übernommen.
Nach Ausbruch des Ersten Weltkriegs meldete Hirszfeld sich 1915 gemeinsam mit seiner Frau als Militärärzte in der serbischen Armee und forschten u. a. über Fleckfieber und Typhus. Während seines Aufenthalts auf dem Balkan entdeckte er den Typhus-C-Bazillus als Paratyphuserreger, der nach ihm Salmonella hirschfeldii benannt wurde.
Hirszfeld wurde Professor an den Universitäten in Warschau und Lublin. Er war Mitbegründer der Polnischen Akademie der Wissenschaften. In seinen wissenschaftlichen Forschungen vertrat er zunächst die Überzeugung, dass Blutgruppe und „Rasse“ in einem Zusammenhang stünden. Damit wurde er zum Begründer der Seroanthropologie, der deutschsprachigen Blutgruppenforschung nach dem Ersten Weltkrieg, die sich mit dem Thema „Reinheit“ oder „Vermischung“ von Blut als Merkmal menschlicher Populationen oder „Rassen“ und in diesem Zusammenhang auch mit der Frage beschäftigte, welche Blutgruppen gehäuft bei bestimmten Populationen auftreten. Dabei benutzte auch Hirszfeld den heute unter biologischen Anthropologen verpönten, aber in der ersten Hälfte des 20. Jahrhunderts unter Forschern gängigen Begriff der „Rasse“, ohne damit jedoch Wertungen zu verbinden. Später grenzte Hirszfeld sich vehement von rassistischen Interpretationen seiner Blutgruppenforschung ab.
Nach dem deutschen Überfall auf Polen wurde Hirszfeld im Oktober 1939 aus seiner Wohnung vertrieben. Das zu dieser Zeit unter seiner Leitung stehende polnische Hygiene-Institut Warschau wurde zur selben Zeit als (deutsches) Staatliches Institut für Hygiene Warschau Teil des Hygienischen Instituts Hamburg. Hirszfeld wurde aus seinem Amt gedrängt und Robert Kudicke übernahm die Leitung zusammen mit Ernst Georg Nauck. Als alle Warschauer Juden im Ghetto eingesperrt wurden, fand Hirszfeld als getaufter Christ eine Unterkunft im Pfarrhaus der Allerheiligen-Kirche innerhalb der Ghettomauer. Im Juli 1942 flüchtete er nach Miłosna, einem Warschauer Vorort, wo er ein Versteck bei Freunden fand. Dort wohnte er unerkannt unter falschem Namen als arbeitsloser Fachmann für Schädlingsbekämpfung. 1943 musste er den Tod seiner einzigen Tochter Marysa verkraften. Dann flüchtete er weiter nach Klembów und erlebte dort das Ende der Naziherrschaft. In seinen Verstecken arbeitete er an einem Lehrbuch der Immunologie und schrieb seine Autobiographie, die gleich nach dem Krieg auf Polnisch, auf Deutsch aber erst 2018 erschien.
1945 wirkte Hirszfeld bei der Gründung der Lubliner Marie-Curie-Universität mit, danach bei der Organisierung der polnischen Universität Breslau, an der er Professor wurde. Dort war er an der Entwicklung des Rhesus-Systems der Blutgruppen beteiligt und erforschte mit seiner Frau die Rhesus-Inkompatibilität Neugeborener, die zu den ersten Blutaustauschtransfusionen in Polen führten. 1954 wurde er Gründer des Instituts für Immunologie der Polnischen Akademie der Wissenschaften in Breslau. Später befasste er sich auch mit Bakteriophagen.
Heute ist das nach Hirszfeld benannte Ludwik-Hirszfeld-Institut für Immunologie und Experimentelle Therapie der Polnischen Akademie der Wissenschaften in Breslau das einzige Institut in Polen, an dem sich Patienten mit chronischen bakteriellen Infektionen, bei denen Antibiotika erfolglos waren, mit Bakteriophagen behandeln lassen können.

## Schriften (Auswahl)
- Konstitutionsserologie und Blutgruppenforschung. Springer, Berlin 1928.
- Historia jednego życia. Czytelnik, Warszawa 1946; Pax, Warszawa 1967, 1989; Czytelnik, Warszawa 2000, ISBN 83-07-02731-4.
- Probleme der Blutgruppenforschung. VEB G. Fischer, Jena 1960.
- Geschichte eines Lebens. Autobiografie. Schöningh, Paderborn 2018, ISBN 978-3-506-78138-3.